# Fairview (programa de vigilância)
Fairview (programa de vigilância) é um programa de vigilância em massa da NSA, que amplia a capacidade da coleta de dados de telefone, internet e e-mail, acessando os dados diretamente de computadores e telefones celulares dos cidadãos dos países estrangeiros. 
A NSA usa o programa Fairview para acessar diretamente os sistema de telecomunicações dos países. Este acesso permite recolher registros detalhados de telefonemas e e-mails de milhões de pessoas, empresas e instituições nos países estrangeiros.
O FAIRVIEW inclue os programas:
- BLARNEY
- STORMBREW e
- OAKSTAR

Segundo Edward Snowden:

A NSA estabeleceu parcerias com uma grande empresa de telecomunicações dos EUA, que faz parceria com empresas de telecomunicações nos países estrangeiros que, em seguida, permitem que a empresa dos EUA tenha acesso aos sistemas de telecomunicações desses países.O acesso é então usado para direcionar o tráfego destes países para o repositórios da NSA nos Estados Unidos.
De acordo com as revelações, em janeiro de 2013 apenas, a NSA tinha recolhido 2,3 bilhões de dados de usuários brasileiros.
Documentos sobre o Programa Fairview também fazem referência à uma empresa como sendo a Empresa que é "parceiro chave" da NSA nos programas de vigilância.Tal empresa não está identificada na documentação Snowden. No entanto, a empresa considerada "parceiro chave" pela NSA, foi identificada em 23 de outubro de 2013 pelo The Washington Post como sendo a AT&T.

## Cooperação de Empresas
O orgao da NSA responsável por programas de vigilância que envolvem parcerias com Empresas chama-se Operações de Fonte Especial(SSO). Sua existência foi revelada através de documentos fornecidos por Edward Snowden em 2013.
O programa de parcerias teve inicio em 2006 e de acordo com os documentos, naquela ocasião a NSA estava coletando o equivalente aos dados de uma Biblioteca do Congresso americano a cada 14.4 segundos. As parcerias sao estabelecidas pela divisao da NSA chamada Operações de Fonte Especial (SSO).
O Washington Post descreveu o simbolo oficial do programa SSO como sendo algo "que deve ser uma parodia: uma águia controlando em suas garras  todos os cabos do mundo". A revista americana Slate publicou vários selos dos programas de vigilância e de Veículos aéreo não tripulados conhecidos como drones. A matéria intitulada: "Os designs mais arrepiantes do Governo americano para a vigilância e drones .
Programas conhecidos da Operações de Fonte Especial(SSO) incluem:
- PRISM
- MUSCULAR - acessa  Nuvem do Google e do Yahoo
- Coleta Upstream que inclue:
  - FAIRVIEW
  - BLARNEY
  - STORMBREW (Programa de Vigilância)
  - OAKSTAR (Programa de Vigilância)

## Mídia-FAIRVIEW eColeta Upstream
Slides de apresentação da NSA mostram que o Programa de Coleta Upstream e PRISM devem ser usados ao mesmo tempo. Os slides foram publicados pelo The Washington Post.

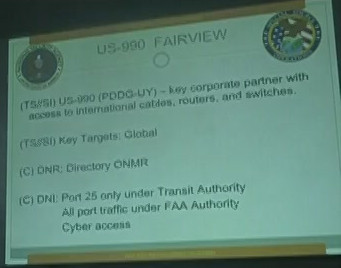
Fairview SIGAD
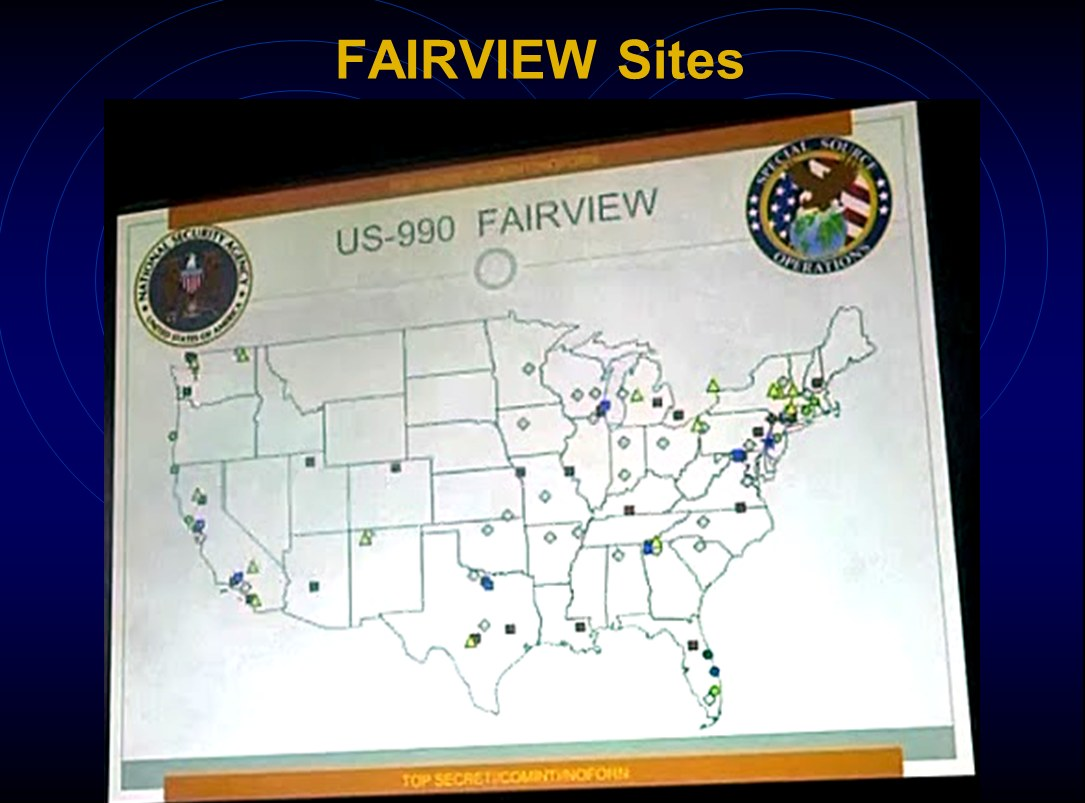
Mapa do Fairview SIGAD
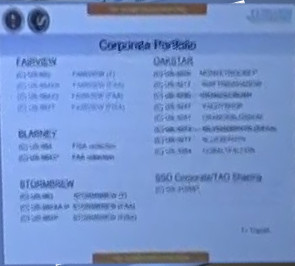
Apresentação do FAIRVIEW: portfólio corporativo
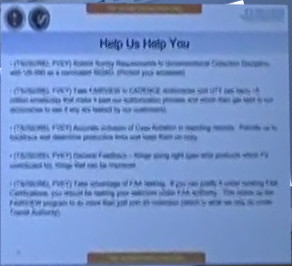
"B-reel" Apresentação do FAIRVIEW: "Ajude-nos a ajuda-lo"
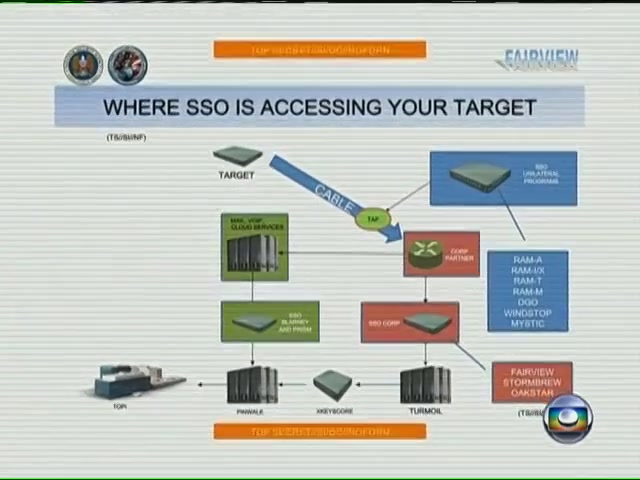
2a Apresentação do Fairview : Onde a Operações de Fonte Especial(SSO) está acessando seu "alvo"

## Ver Também
- Operações de Fonte Especial(SSO)
- Revelações da Vigilância global (1970–2013)
- Revelações da Vigilância global (2013-Presente)
- Edward Snowden
- PRISM (programa de vigilância)
- NSA
- Vigilância de Computadores e Redes